# 伪西里尔字母

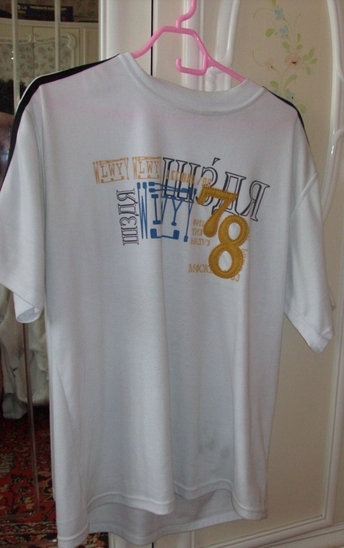
一件T恤印有伪俄文“ШЗДЯ”（WEAR）。说俄语的人会念成俄语没有的单词shzdya。

伪西里尔字母（英語：faux Cyrillic、pseudo-Cyrillic），或称伪俄文（faux Russian/pseudo-Russian），是以西里尔字母替代外观上相似的拉丁字母，令人想到这个词与俄罗斯、苏联、东欧有关。比如俄罗斯人会被写成“ЯUSSIAИ”（以Я代替R，以И代替N），但事实上俄罗斯人这个词在俄語应该拼做。
使用这种文字效果时，要求源文本全部用大写字母书写，因为一来西里尔字母与很多小写拉丁字母外形不匹配，二来大部分西里尔字母大小写看起来一样。
这种在西方世界常用的文字效果常见于书本封面、漫画内文、游戏作品和商品包装这些想要消费者联想到俄国、苏联和东欧的场合。比如2008年出品的游戏《红色警戒3》，其启动画面就用了这种文字效果（用Д代替A，Ғ代替F）。
当然，不是所有使用左右反转字体的文字都算是使用了伪西里尔字母这种效果。比如玩具反斗城（Toys "R" Us）的商标中使用反转的R（看起来就是西里尔字母中的Я），是为了模仿初学写字的儿童书写而设计的；又例如九寸釘樂團的标志“NIИ”中使用的И是为了使整个标志显得左右对称而使用了反转的N。另外，西里尔字母不是唯一一种提供变形文字的字母表，比如老壮文中表示第二声的字符ƨ有时会用来当作反转的S使用，又比如国际音标符号ʁ（浊小舌擦音）有时又会被视作反转的R使用。

## 字母
| 西里尔字母      | 看起来相似的拉丁字母 | 实际发音                                                     |
| --------------- | -------------------- | ------------------------------------------------------------ |
| Б               | G, S                 | /b/                                                          |
| Г               | r, L, F              | /g/                                                          |
| г（手写体小写） | s, z                 | /g/                                                          |
| Д               | A                    | /d/                                                          |
| Ж               | X                    | /ʐ/                                                          |
| З               | E                    | /z/                                                          |
| И               | N                    | /i/                                                          |
| Л, Ԓ            | J                    | /l/                                                          |
| У               | Y                    | /u/                                                          |
| Ф               | O、P                 | /f/                                                          |
| Ц               | U                    | /ts/                                                         |
| Ч               | H/h, Y               | /tɕ/                                                         |
| Ш               | W                    | /ʂ/                                                          |
| Э               | E                    | /ɛ/                                                          |
| Я               | R                    | /ja/                                                         |
| P               | P                    | /r/                                                          |
| Х               | X                    | /x/                                                          |
| Ь               | b                    | 软音符号，不发音，用作分割音节并标明其前一个辅音字母发软音。 |
| Ю               | IO                   | /ju/                                                         |

字母А，В，Е，Ѕ*，І*，Ј*，К，М，Н，О，Р，С，Т，Ү*，Ғ*和Х在拉丁字母中有同形字母，因此有时在使用伪西里尔字母时以此与它相似的拉丁字母。（带*号的字母不属于现代的俄语字母表）

## 应用例子

### 电影
- 1966年美国的喜剧电影《俄国人来啦，俄国人来啦（英语：The Russians Are Coming, the Russians Are Coming）》的海报将标题“The Russians Are Coming, the Russians Are Coming”写作“THE ЯUSSIAИS ARE COMIИ☭, THE ЯUSSIAИS ARE COMIИ☭”，其中锤子与镰刀符号替代了G以凸显冷战氛围。
- 电影《波拉特》的海报上，标题被写作“BORДT”（正确写法为）
- 电影《哈利·波特与火焰杯》中的角色的姓氏在魁地奇世界杯被球迷用板拼成“KRЦМ”（正确写法应是）
- 电影《红场特警》（与吉姆·貝魯希主演），一部大部分时间讲述苏联警察以及美苏两国警察关系的电影，在电影结束时使用了伪西里尔字母来写工作人员名单[4]
- 2004年的俄罗斯电影《守夜人》海报上用了不少伪西里尔字母。比如把英文标题写成“NIGHT ШATCH”（Night Watch），还把俄语标题的拉丁化写法用伪西里尔字母再加工为：“ИOCHИOI DOZOR”。尽管这种用伪西里尔字母写的标题实际上在俄语里是错别字，但这种做法既让欧美的观众一看海报就知道这电影来自俄罗斯，又能让观众了解电影标题的俄语原文的近似读音。
- 以苏联狙击手瓦西里·扎伊采夫在斯大林格勒战役中的作战故事为题材的电影《兵临城下》的片末工作人员名单上用了不少伪西里尔字母，以反映这电影讲述的故事来自苏联蘇德戰爭。
- 以南斯拉夫二战后的分分合合为题材的电影《地下社會》的海报上电影标题写成“ЦNDЕRGЯОЦND”[5]

### 流行音乐
- 英国朋克摇滚乐队Angelic Upstarts（英语：Angelic Upstarts）2001年专辑《Anthems Against Scum》用了伪西里尔字母来印刷乐队名字（ДИ☭eLIC UФSTДRTS，其中锤子与镰刀符号代表G）。
- 美国新金属乐队林肯公园在CD封面或其他宣传材料上印作“LIИKIИ PARK”。
- 芬兰乐队列宁格勒牛仔的正式乐队名LЭИIИGЯAD COWBOYS用了伪西里尔字母
- Firesign Theatre（英语：Firesign Theatre）乐队的专辑《How Can You Be in Two Places at Once When You're Not Anywhere at All（英语：How Can You Be in Two Places at Once When You're Not Anywhere at All）》印着“ДLL HДIL”（All hail，全体向……敬礼）、“MДRX”（Marx，指美国喜剧演员格劳乔·马克斯，双关卡尔·马克思）和“LЗИИФЙ”（Lennon，指甲壳虫乐队的主唱约翰·连侬，双关列宁），连起来就是“乐队全体向马克斯（卡尔·马克思）与连侬（列宁）敬礼”。
- 歌手Frank Zappa的单曲《I don't wanna get drafted》的歌词本中有这么一句：IБ ТНIБ ТЯIP ЯEДГГУ ИEСEББДЯУ ?（IS THIS TRIP REALLY NECESSARY? 这旅程真的值得吗？）。
- Franz Ferdinand乐队的MV《This Fire（英语：This Fire (song)）》用了“И”取代了所有的“N”，并在一个模仿俄罗斯新闻报道的画面上用“БГЗAKING NЗШЖ”代替英文“Breaking News”（突发新闻）以及用“РHEИOМЗИД”代替英文“Phenomena”（现象，复数形式）。
- 英国独立摇滚乐队¡FФЯWДЯD, RUSSIД!（英语：¡Forward, Russia!）（FORWARD, RUSSIA! 前进，俄罗斯！)使用了伪西里尔字母和西班牙语用的反感叹号来装饰乐队名字，为乐队提供一点异国元素。
- 哥特/厄运金属乐队Type O Negative2007年的专辑《Dead Again（英语：Dead Again (Type O Negative album)）》的封面上用了伪西里尔字母书写乐队名（ТЧРЭ О ИЭGДТІVЭ）和专辑标题（DЭДD ДGДІИ）。
- 威尔士乐队Manic Street Preachers在专辑《The Holy Bible（英语：The Holy Bible (album)）》《Send Away the Tigers（英语：Send Away the Tigers）》和《Journal for Plague Lovers（英语：Journal for Plague Lovers）》的封面上用“Я”替代了“R”。
- 中国歌手张靓颖2014年所发行的专辑《第七感》的封面上的专辑英文名称“THE SEVENTH SENSE”当中的字母“N”被用“И”所替代。
- 韓國女團BLACKPINK，符號化的被寫為：BLΛƆKPIИK，[來源請求]
- 香港男團MIRROR，符號化的被寫為：MIЯROR，

### 游戏
- 游戏《俄罗斯方块》（Tetris）有时会被写成“TETЯIS”。[6]
- Windows及Mac OS游戏《魔兽争霸II：黑潮》每一关的情报简要画面背景的书上用了西里尔字母来书写，但实际上书上的内容却是英语。其中的所有字母h被ч替代。
- Windows游戏Republic: The Revolution（英语：Republic: The Revolution）的游戏过程中出现了不少伪西里尔字母。
- Windows及Mac OS游戏DEFCON的标题用了“И”来代替“N”。
- 移植自ZX Spectrum和Cpmmondore-64两款游戏机平台的计算机游戏拉斯普京，在游戏的标题画面、读取画面、游戏中一些可以用来站立的平台以及宣传广告上都用了伪西里尔字母。
- SFC游戏勇者斗恶龙V 天空的新娘里面的角色Grandmaster Nimzo的对话字幕用了伪西里尔字母。

### 其他
- 《APPAЯATCHIK》杂志
- 在丹麦首都哥本哈根，可以买到用伪西里尔字母写着哥本哈根地名的T恤，比如ИФЯЯЕРОЯТ（Nørreport）、СНЯІЅТІАИІА（Christiania）、КФЬЕИНАVИ（København）等等。这里的“Ф”代替丹麦语的Ø。
- 《Exquisite Corpse（英语：Exquisite Corpse (magazine)）》杂志的官方网站的用了不少伪西里尔字母，比如“CФЯPZe”（Corpse，杂志名的一部分）。
- 电视剧《Mission: Impossible》用伪西里尔字母来标示“铁幕”的位置。
- Airfix的俄罗斯联盟系列火箭模型，写在箭体和航天器表面的标识是伪西里尔字母，而非即使在西方世界也广为人知的正確俄文寫法，比如史泼尼克（Спутник）、东方号（Восток）、联盟号（Союз）等。
- 在阿拉姆·哈恰图良的CD《钢琴协奏曲；舞曲；华尔兹；波尔卡》[7]出现了一个伪西里尔字母使用出错的情景：（希腊字母）以及反转的ι（这个符号既不属于西里尔字母，也不属于希腊字母）。
- 美国Nicktoon频道的动画《El Tigre: The Adventures of Manny Rivera（英语：El Tigre: The Adventures of Manny Rivera）》其中一集《El Tigre, el Jefe（英语：List of El Tigre: The Adventures of Manny Rivera episodes）》的片头，“El Tigre, the chief”写成了“EL TIБЯE EL JEFE”。在这一集，动画主角Manny决定带全校同学脱离学校的不知不觉间建立起的斯大林式独裁。
- OИE,OИE -ARIA ON THE PLANETES-是1st place公司出品，使用CeVIO引擎的音声库及其虚拟形象。

## 外部連結
- Fake Cyrillic Generator - 把拉丁字母轉換為偽西里爾字母
- Russian Mimic （页面存档备份，存于） - 支持大小寫的偽西里爾字母生成器
- Faux Cyrillic Keyboard Layout[永久] - 可在鍵盤上直接輸入偽西里爾字母